# Nostra Signora del Santissimo Sacramento e Santi Martiri Canadesi
Nostra Signora del Santissimo Sacramento e Santi Martiri Canadesi är en kyrkobyggnad och titelkyrka i Rom, helgad åt Jungfru Maria och särskilt åt hennes roll som Vår Fru av Eukaristin samt de kanadensiska martyrerna. Kyrkan är belägen vid Via Giovanni Battista de' Rossi i quartiere Nomentano och tillhör församlingen Nostra Signora del Santissimo Sacramento e Santi Martiri Canadesi. Kyrkan är Kanadas nationskyrka i Rom.

## Historia
Kyrkan uppfördes åren 1950–1955 efter ritningar av arkitekten Bruno Apollonj Ghetti. Kyrkan konsekrerades den 1 november 1962 av kardinal Paul-Émile Léger.
Fasaden uppvisar en monumental mosaik, utförd av Marko Ivan Rupnik, och invigd år 2008. Mosaiken består av tre scener: 
- Kristus i sin härlighet med de åtta kanadensiska martyrerna René Goupil, Isaac Jogues, Jean de Lalande, Antoine Daniel, Jean de Brébeuf, Noël Chabanel, Charles Garnier och Gabriel Lalemant.
- Kvällsvarden i Emmaus med Jungfru Maria Hodegetria.
- Korsfästelsen med två av de kanadensiska martyrerna. I nedre högra hörnet ses en tvättbjörn.

Interiören i nygotisk stil är enskeppig. Högaltaruppsatsen, ritad av Apollonj Ghetti, består av en hög baldakin med utsmyckning i keramik av Angelo Biancini; ovanpå denna ses en Kalvarieskulptur. Francesco Nagni har utfört tabernaklet och monstransen. Glasmålningarna är ett verk av János Hajnal och Marcello Avenali.
Kapellet Nostra Signora del Santissimo Sacramento har en skulptur och lågreliefer av Eugenio De Courten.

## Titelkyrka
Kyrkan stiftades som titelkyrka av påve Paulus VI år 1965.
Kardinalpräster
- Maurice Roy: 1965–1985
- Paul Grégoire: 1988–1993
- Jean-Claude Turcotte: 1994–2015
- Patrick D'Rozario: 2016–